# Little Jeannie
"Little Jeannie" (stavet "Little Jeanie" på omslaget af singlen) er en sang af den britiske sangeren Elton John fra albummet 21 at 33 (1980). Sangen blev skrevet af Elton John og Gary Osborne.

## Udgivelse
Sangen blev udgivet som albummets første single i maj 1980. Den nåede nummer tre på Billboard Hot 100 og førstepladsen på den amerikanske adult contemporary-hitliste. Sangen blev Elton Johns største hit i USA siden "Don't Go Breaking My Heart" (1976) og hans højeste solohit på hitlisterne siden "Island Girl" (1975).
Sangen blev certificeret guld af Recording Industry Association of America.